# Navid Negahban

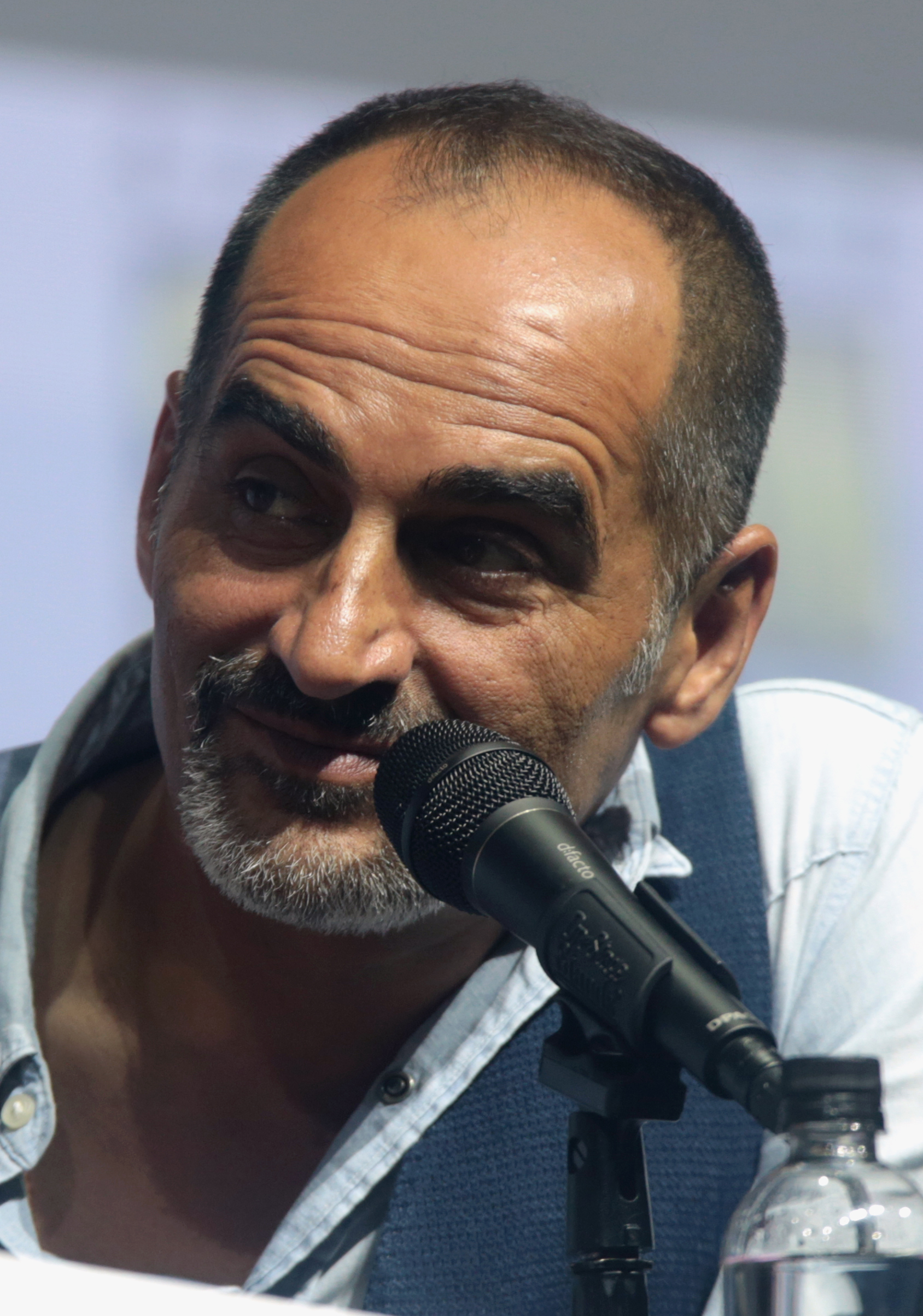
Navid Negahban in 2018

Navid Negahban (Mashhad, 2 juni 1968) is een Iraans-Amerikaans acteur en filmproducent.

## Biografie
Negahban werd geboren en is opgegroeid in Mashhad (Keizerrijk Iran). Zijn liefde voor het acteren leidde hem naar Duitsland, waar hij acht jaar doorbracht om het acteren te leren. Hierna verhuisde hij naar de Verenigde Staten, waar hij ging spelen in theaters, op de televisie en in films. Hij speelde onder andere de rol van sultan de Disney-film Aladdin uit 2019.

## Filmografie

### Films
Selectie:
- 2023 Kandahar - als Mohammad "Mo" Doud
- 2019 Aladdin - als De Sultan
- 2018 12 Strong - als generaal Dostum
- 2017 American Assassin - als minister Behurz
- 2014 American Sniper - als Sheikh Al-Obodi
- 2011 Atlas Shrugged: Part I – als dr. Robert Stadler
- 2009 Powder Blue – als dr. Brooks
- 2008 The Stoning of Soraya M. – als Ali
- 2007 Charlie Wilson's War – als tolk
- 2005 Pretty Persuasion – als mr. Azzouni

### Televisieseries
Uitgezonderd eenmalige gastrollen.
- 2022 - 2024 The Old Man - als Faraz Hamzad - 6 afl.
- 2023 Pantheon - als Farhad (stem) - 3 afl.
- 2023 Ghosts of Beirut - als Ali Reza Asgari - 3 afl.
- 2022 The Cleaning Lady - als Hayak Barsamian - 11 afl.
- 2022 The Serpent Queen - als Duke of Guise - 4 afl.
- 2021 City of Ghosts - als Massoud Sari - 6 afl.
- 2020 Tehran - als Masoud Tabrizi - 8 afl.
- 2020 Castlevania - als Sala - 10 afl.
- 2017 - 2019 Legion - als Amahl Farouk / Shadowking - 19 afl.
- 2018 The Team - als Said Gharbour - 8 afl.
- 2016 Mistresses - als Jonathan Amadi - 6 afl.
- 2016 The Catch - als Qasim Halabi - 2 afl.
- 2015 The Messengers - als minister-president Nazar
- 2011 – 2013 Homeland – als Abu Nazir – 20 afl.
- 2005 – 2010 24 – als Jamot / Abdullah – 9 afl.
- 2006 The Closer – als dr. Al-Thani – 2 afl.

### Computerspellen
- 2020 Call of Duty: Black Ops Cold War - als Arash Kadivar
- 2016 1979 Revolution: Black Friday - als Asadollah Lajevardi
- 2012 Call of Duty: Black Ops II - als stem
- 2012 Spec Ops: The Line - als stem
- 2011 Assassin's Creed: Revelations – als toegevoegde stemmen
- 2011 Tom Clancy's Ghost Recon: Future Soldier – als Farsi Thug
- 2010 Medal of Honor – als Pastho vechter
- 2010 Prince of Persia: The Forgotten Sands – als toegevoegde stemmen
- 2010 Dark Void – als Watcher
- 2008 Dead Space – als Dr. Challus Mercer

### Filmproducent
- 2022 Tehranto - film
- 2021 London Arabia - korte film
- 2019 The Divorce - korte film
- 2017 Osprey - film
- 2016 1979 Revolution: Black Friday - videospel
- 2015 Baba Joon - film
- 2015 The REAL Shahs of Beverly Hills - documentaire
- 2014 51 - korte film
- 2012 IM Nowruz – korte film
- 2009 Conflict Zone – korte film
- 2004 No Second Thoughts – korte film